# Phricotelphusa gracilipes
Phricotelphusa gracilipes is een krabbensoort uit de familie van de Gecarcinucidae. De wetenschappelijke naam van de soort is voor het eerst geldig gepubliceerd in 1987 door Peter K.L. Ng en H.P. Ng.
Deze zoetwatersoort wordt beschouwd als een bedreigde diersoort. Ze komt slechts voor in een klein gebied (minder dan 500 km2) in het noordelijke deel van Maleisië, meer bepaald op de hooggelegen gebieden van het eiland Pulau Langkawi in de Langkawi-archipel, waar ze wordt aangetroffen aan de oevers van snelstromende riviertjes en watervallen. Haar leefgebied wordt bedreigd door habitatverlies en -verstoring.